# Dny pro kočku
Dny pro kočku je román autora Václava Duška, pojednávající o životě mladých lidí. Kniha byla vydána roku 1979.
Hlavní postavou je mladý Tadeáš Falk, který v knize vystupuje jako vypravěč.

## Děj knihy
Tadeáš (přezdívaný Šupy) se živí jako malíř pokojů. Kvůli konfliktu se svým mistrem odchází ze školy i ze svého domova. Tadeáš začíná žít svůj nový život na ulici, kde se seznámí s Pavlem Moučkou (v knize přezdíván jako Delfín). Tadeáš s Delfínem žijí svůj život obcházením hospod a barů, žebráním, vyhýbáním se policii a přespáváním v zapadlých částech města. 
Jednoho dne se Delfín rozhodne vyžebrat nějaké peníze, a tak se Tadeáš rozhodne přespat ve vagónu, kde se setkává s šestnáctiletou Monikou Weberovou (Monou). Ukáže se, že Mona utekla z dětského domova a nehodlá se vrátit zpět. Té noci vagóny prohledává policie, Moně se podaří utéct, ale Tadeáš je zadržen a vyslýchán. Později se Mona s Tadeášem shledají a navazují přátelský vztah. Delfínovi se Tadeášův vztah s Monou nelíbí, protože se bojí, že jim bude Mona na obtíž. Delf ženám nevěří, protože ho v minulosti zradila jeho vlastní sestra Josefína, a proto se nechová k Moně vhodně. Mona v průběhu příběhu rozvrátí Tadeášovo a Delfínovo přátelství a staví mezi ně nepřátelskou bariéru.
Tadeáš s Monou odjíždějí na chatu přítele Delfínovy sestry Josefíny, protože jim hrozí nebezpečí spojené s policií. Na chatu přijíždí Delfín s požadavkem na Monu, aby s ním něco jela zařídit do města. Ve skutečnosti ji ale vydá za peníze do rukou policie, která Monu posílá zpět do domova mládeže. Tadeáš se tuto informaci dozvídá a po vzájemné rvačce s Delfínem ukončuje jejich přátelský vztah. Tadeáš je ochoten počkat na Monu, dokud ji z dětského domova nepropustí.

## Popis postav
- Tadeáš Falk – (v knize nazýván jako Šupy), líný mladík, kvůli špatnému rozhodnutí bez domova, na hraně zákona. Později Tadeáše změní Mona a navede ho „správnou cestou“.
- Mona – (vlastním jménem Monika Weberová), šestnáctiletá dívka z dětského domova, přítelkyně Tadeáše.
- Delfín – (vlastním jménem Pavel Moučka), postava se chová hrubě a neurvale, přítel Tadeáše (svoji přezdívku si získal díky tetování delfína na paži).